# Парашин Сергій Костянтинович
Сергі́й Костянти́нович Пара́шин (нар. 3 серпня 1946, м. Ізмаїл, Одеська область) — український політичний діяч. Заступник Секретаря Ради національної безпеки і оборони України (з 4 липня 2007 р.), заступник голови Міжвідомчої комісії з питань науково-технологічної безпеки при Раді національної безпеки і оборони України (з 30 травня 2008 р.). Кавалер ордена «За заслуги» ІІІ ступеня.

## Життєпис
Народився 3 серпня 1946 року в м. Ізмаїл.
У 1969 р. закінчив Одеський технологічний інститут ім. М. В. Ломоносова за спеціальністю «Атомні електростанції та установки» та отримав кваліфікацію «інженер-теплоенергетик».
Протягом 1969—1977 рр. працює інженером Фізико-енергетичного інституту в м. Обнінськ.
З травня 1977 р. працює на Чорнобильській АЕС:
- старший інженер управління блоком, заступник начальника зміни, начальник зміни (1977—1986);
- секретар парткому, начальник зміни, заступник директора з економіки (1986—1994).

З грудня 1994 р. по квітень 1998 р. працює п'ятим генеральним директором виробничого об'єднання «Чорнобильська АЕС».
Протягом 1998—2005 рр. працює радником президента НАЕК «Енергоатом» з питань Чорнобильської АЕС, заступником генерального директора ТОВ «Атомаудит».
З червня 2005 р. по січень 2007 р. працює начальником Державного департаменту — Адміністрації зони відчуження і зони безумовного (обов'язкового) відселення.
У серпні 2005 р. присвоєно 4 ранг державного службовця.
Протягом лютого — липня 2007 р. — Представником Президента України на Чорнобильській АЕС.
У березні 2007 р. присвоєно 3 ранг державного службовця.
4 липня 2007 року призначений заступником Секретаря Ради національної безпеки та оборони України.
17-18 липня 2007 року брав участь у засіданні Асамблеї вкладників Чорнобильського фонду «Укриття» в Лондоні в складі делегації України.
30 травня 2008 року як заступник Секретаря Ради національної безпеки і оборони України призначений заступником голови Міжвідомчої комісії з питань науково-технологічної безпеки при Раді національної безпеки і оборони України.
З 2014 року є членом Правління Громадської організації «Український Фонд Демократії „Спочатку Люди“». Виступив ініціатором проекту Фонду «Спочатку Люди» «Донбас-Чорнобиль: кроки до довіри» (у загальних рисах задум проекту описаний у статті Сергія Парашина для європейського політичного порталу EurActiv.com).

### Політична діяльність
У березні 1998 р. як генеральний директор ВО «Чорнобильська АЕС» і член ПРП балотувався в Верховну Раду України по виборчому округу № 207 (Чернігівська область), отримавши 11.9 % голосів (із 77.7 % тих, хто з'явився) і 4 місце з 23 претендентів, а також по списку ПРП під № 10 у списку.

## Особисті відомості

### Відзнаки
15 квітня 2008 року згідно з Указом Президента України «Про відзначення державними нагородами України» № 643/2007 «за мужність, самовідданість, високий професіоналізм, виявлені під час ліквідації наслідків Чорнобильської катастрофи, вагомі трудові досягнення у реалізації важливих соціальних та природоохоронних державних програм, багаторічну громадську діяльність» нагороджений орденом «За заслуги» III ступеня.